# Akwawa
Akwawa är ett berg i Ghana. Berget är beläget söder om Voltasjön och höjden är 788 meter över havet.